# محمد باشا البلطجي
بلطجي محمد پاشا (بالتركية: Baltacı Mehmed Paşa)‏ كان الصدر الأعظم للدولة العثمانية في الفترة ما بين 25 ديسمبر 1704م حتى 3 مايو 1706م. تولى منصب قبطان پاشا البحرية العثمانية (أدميرال). تُوفي في يوليو 1712م بجزيرة ليمنوس في اليونان حاليا.
بقي بلطجي محمد پاشا في كتب التاريخ في المقام الأول باعتباره القائد المنتصر في حملة نهر بروت. وعلى الرغم من أن قواته هزمت جيش قيصر روسيا بطرس الأكبر، إلا أنه في المفاوضات التي تلت ذلك كان يُنظر إليه على أنه قد استقر على معاهدة سلام معتدلة للغاية. ولذلك نُفي إلى جزيرة ليمنوس. 

## بداية حياته
وُلد محمد في مدينة عثمانجيك (بالتركية: Osmancık)‏، قرب محافظة چوروم الحالية لعائلة عثمانية مسلمة من أصل تركي.
أظهر موهبة في العلوم منذ صغره، فدرس في المدن الكبرى في الدولة العثمانية، مثل عاصمتها اسطنبول، وارتحل إلى شمال إفريقيا التابعة للدولة العثمانية في طرابلس وتونس والجزائر.
رجع إلى اسطنبول وقُدِم إلى البلاط العثماني من خلال أقاربه، وكانت الدولة العثمانية في هذا الوقت تحت حكم السلطان مصطفى الثاني الذي عينه جندياً من حاملي البلطة في قصر السلطان بوظيفة بلطجي، وبهذا اكتسب لقب بلطجي.
وبسبب حسن وجمال صوته أصبح مؤذنًا، ولُقب بـ "پاكچى مؤذن" (بالتركية: pakçemuezzin)‏ وهو لقب يدل على الكرامة.
أثناء عمله في القصر، أقام بلطجي محمد پاشا علاقات جيدة مع الأمير أحمد. وفي عام 1703مم أصبح الأمير هو السلطان الجديد أحمد الثالث. كان لهذا تأثيرًا مباشرًا على مسيرة بلطجي محمد پاشا حيث رُقّي إلى منصب رئيس الإسطبلات السلطانية (بالتركية: imrahor)‏.
بالإضافة إلى ذلك، زوجه السلطان الجديد أحمد الثالث من إحدى جواريه المفضلات، وقد أعجب بها بلطجي إعجابًا شديدًا. كانت تلك الزوجة ذكية وماهرة وساعدت بلطجي محمد پاشا على التقدّم في المراتب داخل الدولة.
سرعان ما عُين في منصب قبودان پاشا أي قائد الأسطول العثماني في نوفمبر/تشرين الثاني 1704م.
وفي 25 ديسمبر/كانون الأول من العام نفسه 1704م، أصبح ثاني أهم رجل في الدولة، حيث عُيّن صدرًا أعظمًا، خلفًا لـ"قلعلي كوز أحمد پاشا"، الذي كان زميله سابقًا في حرس القصر.

## الفترة الأولى في الصدارة العظمى
لم تُسجّل له مآثر بارزة خلال فترة ولايته الأولى كصدر أعظم، وفي عام 1706م تم عزله.
وخلال أربع سنوات فقط، عُيّن ثلاث مرات حاكمًا على مقاطعات نائية مختلفة في أرضروم، وجزيرة خيوس (بالتركية: Sakız)‏، وحلب (حاليًا، تقع أرضروم في تركيا، وخيوس في اليونان، وحلب في سوريا).
ثم في 18 أغسطس 1710م، بدأ ولايته الثانية كصدر أعظم.

## الولاية الثانية في الصدارة العظمى

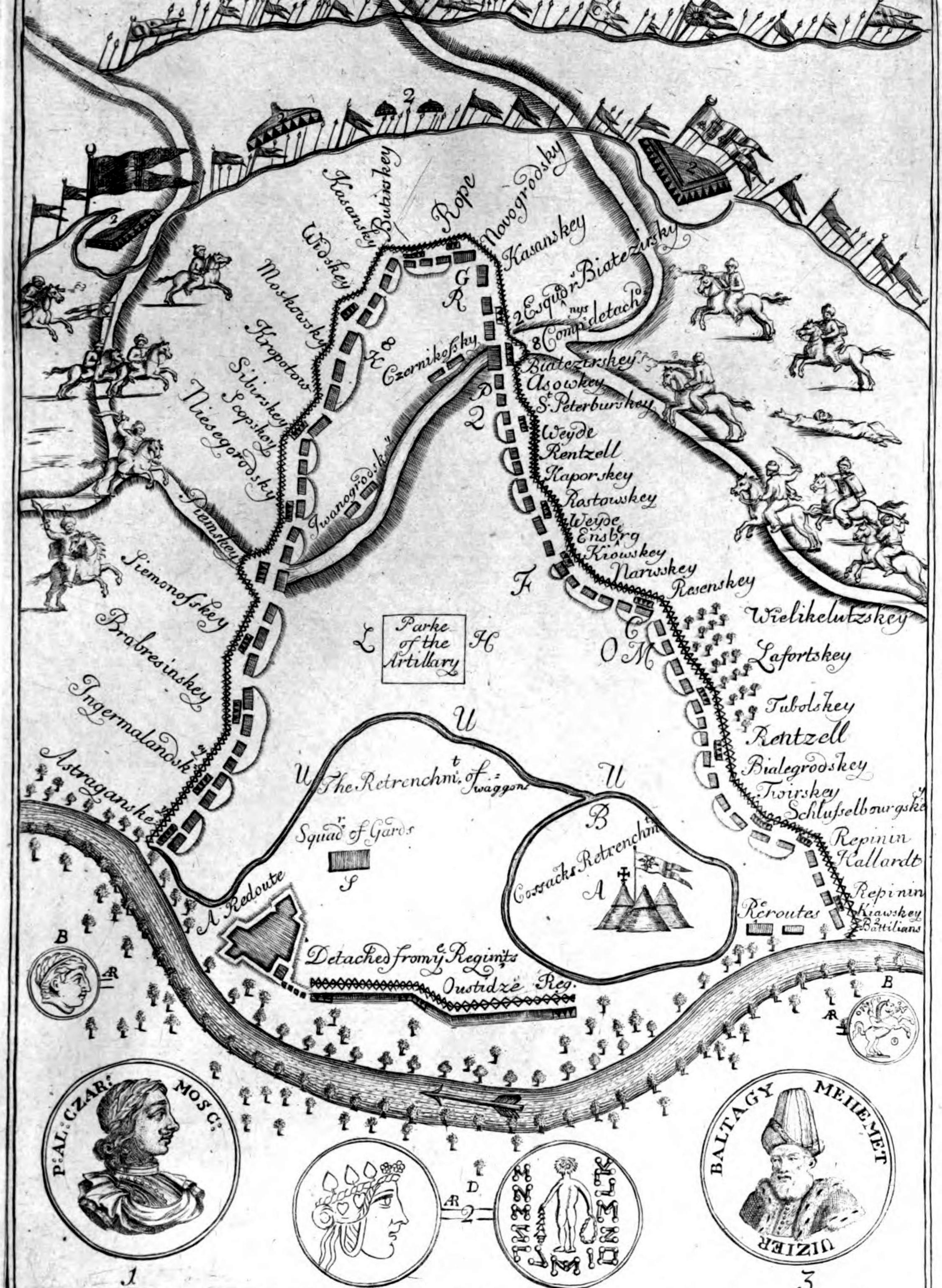
رسم توضيحي لمعركة نهر بروت مأخوذ من: أوبري دو لا موتراي (أو موتراي)، "رحلات عبر أوروبا وآسيا وجزء من أفريقيا، مع نقوش وخرائط،: وتحتوي على مجموعة كبيرة من الملاحظات الجغرافية، والطبوغرافية، والسياسية عن تلك الأجزاء من العالم، وخاصة عن إيطاليا، وتركيا، واليونان، وتتر القرم وتتر نوغا، والشركس، والسويد، ولابلاند؛ مع مجموعة نادرة سواء في الطبيعة أو من العصور القديمة، مثل بقايا المدن والمستعمرات القديمة، والنقوش، والتماثيل، والميداليات، والمعادن، وغيرها إلى جانب سرد تاريخي لأهم الأحداث البارزة. صدر في لندن عام 1723م، برسوم توضيحية من تنفيذ ويليام هوغارث (1697م–1764م).

تفاصيل فترته الثانية معروفة إلى حدّ كبير، ففي عام 1709م، وأثناء حرب الشمال العظمى بين روسيا القيصرية وحلفائها ضد الإمبراطورية السويدية وحلفاءها، هُزم كارل الثاني عشر ملك السويد أمام الروس في معركة بولتافا، فلجأ إلى الأراضي العثمانية هربا من ملاحقة بطرس الأكبر قيصر روسيا.
أعلنت الدولة العثمانية الحرب على روسيا، وعُيّن بلطجي محمد پاشا سردارًا للجيش العثماني (القائد الأعلى)، فتمكن من تطويق الجيش الروسي بالقرب من نهر بروت (الذي يشكل الآن خط الحدود بين رومانيا ومولدوفا)، مما أجبر القيصر الروسي بطرس الأكبر إلى طلب الصلح.
ونصت معاهدة بروت في 21 يوليو 1711م بين الدولة العثمانية وروسيا على إعادة قلعة آزوف، التي كانت روسيا قد ضمتها بموجب معاهدة كارلوفجه، إلى الدولة العثمانية، وهدم العديد من القلاع الروسية؛ ووعد بطرس الأول بعدم التدخل في شؤون الكومنولث البولندي-الليتواني، ومُنح كارل الثاني عشر حرية العودة إلى بلاده.

## عزله ووفاته
على الرغم من أن ردّ الفعل الأوّلي السلطان أحمد الثالث تجاه المعاهدة كان مُرضيًا، إلا أن خصوم بلطجي محمد پاشا السياسيين، بالإضافة إلى كارل الثاني عشر ودولت كيراي الثاني خان القرم التابع للدولة العثمانية، كانوا غير راضين عن بنودها.
وُجّهت إلى بلطجي محمد پاشا تهمةً بقبوله الرشوة من بطرس الأكبر قيصر روسيا عبر زوجته الإمبراطورة كاثرين الأولى، وعُزل من منصبه في 20 نوفمبر/تشرين الثاني 1711م.
نُفي إلى جزيرة ليسبوس العثمانية (ميديلي) ثم إلى جزيرة ليمنوس، حيث توفي في يوليو/تموز من العام التالي 1712م.